# Перо, Габриэль-Луи
Габриэль Луи Перо (1700, Семюр-ан-Осуа — 31 марта 1767, Париж) — французский писатель-биограф, автор нескольких книг. 

## Биография
По некоторым данным, был настоятелем монастыря в Сорбонне и назывался аббатом, хотя на деле никогда не был рукоположён. Более всего известен как продолжатель многотомного труда «Vies des hommes illustres de la France», начатого д’Овиньи и законченного Тюрпеном. Его авторству принадлежат тома XIII—XXIII, в которых особенно интересна биография адмирала Колиньи. Он также составил первый том «Recueil A. B. C.». Его работа «L'Ordre des francs-maçons trahi», впервые изданная в 1742 году, признаётся ценным источником по истории франкомасонства первых десятилетий XVIII века.
Большую часть его произведений реализовывали книготорговцы, которые, когда в конце жизни Перо потерял зрение, в складчину организовали ему пенсию размером в 1200 франков.